# Мандла Масанго
Мандла Масанго (англ. Mandla Masango, нар. 18 липня 1989, Кваггафонтейн) — південноафриканський футболіст, півзахисник клубу «Кайзер Чифс» і національної збірної ПАР.

## Клубна кар'єра
У дорослому футболі дебютував 2009 року виступами за команду клубу «Кайзер Чифс», кольори якої захищає й донині.

## Виступи за збірну
Залучався до складу юнацьких і молодіжних збірних команд ПАР.
2013 року дебютував в офіційних матчах у складі національної збірної ПАР. Наразі провів у формі головної команди країни 12 матчів, забивши 2 голи.
У складі збірної був учасником Кубка африканських націй 2015 року в Екваторіальній Гвінеї. На турнірі, який південноафриканці відверто провалили (лише одна нічия у трьох іграх і останнє місце в групі), забив єдиний гол своєї команди у програній з рахунком 1:2 грі проти збірної Гани.